# Ковальчук Катерина Леонідівна
Катери́на Леоні́дівна Ковальчу́к (рос. Катерина Леонидовна Ковальчук; нар. 20 лютого 1993, Сиктивкар, Росія) — російська і американська акторка театру і кіно.

## Життєпис
Катерина народилася 20 лютого 1993 року в російському Сиктивкарі, там і виросла. Є сестрою російської актриси Ганни Ковальчук.
По закінченню школи переїхала в Санкт-Петербург до батька, з яким не була знайома до 17 років і вступила в Санкт-Петербурзький інститут гуманітарної освіти. Закінчила навчання в 2015 році.
У вересні 2021 року Катерина Ковальчук була помічена в компанії актора Гаріка Харламова.

## Кар'єра
Театром Катерина захопилася ще в інституті, де і зіграла перші ролі. У кіно свої перші кроки зробила в Голлівуді, зігравши головну роль у короткометражному фільмі «Рядовий» 2015 року.

### Фільмографія
1. 2015 — «Рядовий» — Камден;
2. 2016 — «Зрада» — Даша;
3. 2017 — «Дівчина з плеєром» — Ніка;
4. 2017 — «Чудотворна» — Агафія;
5. 2017 — «Hardin» — Гелен М'Роуз;
6. 2017 — «Міністерство» — Яна;
7. 2017 — «Несамовитість» — Глорія;
8. 2018 — «Дві сестри» — Антоніна;
9. 2019 — «Кріпосна» — кріпачка Катерина Вербицька;
10. 2020 — «Гусар» — Катя;
11. 2021 — «Безпринципні» — Аліса;
12. 2021 — «Спадщина» — Незламна Маріола.

### Ролі у театрі
1. «Серпень: Графство Осейдж» — Вайолет;
2. «Травесті» — Карр, Беннет, Тцара, Сесілі, Гвендолен;
3. «Сім мисок, сім ложок» — Баба Люся;
4. «Фантазії Фарятьєва» — Любочка;
5. «Хористка» — Бариня.